# Batalla de Mendaza
La batalla de Mendaza fue la primera batalla librada durante la primera guerra carlista. Tuvo lugar el 12 de diciembre de 1834 en los campos de Mendaza en Navarra. La batalla la presentó el general carlista Tomás de Zumalacárregui, siendo aceptada y ganada por el general cristino Luis Fernández de Córdoba.

## La batalla

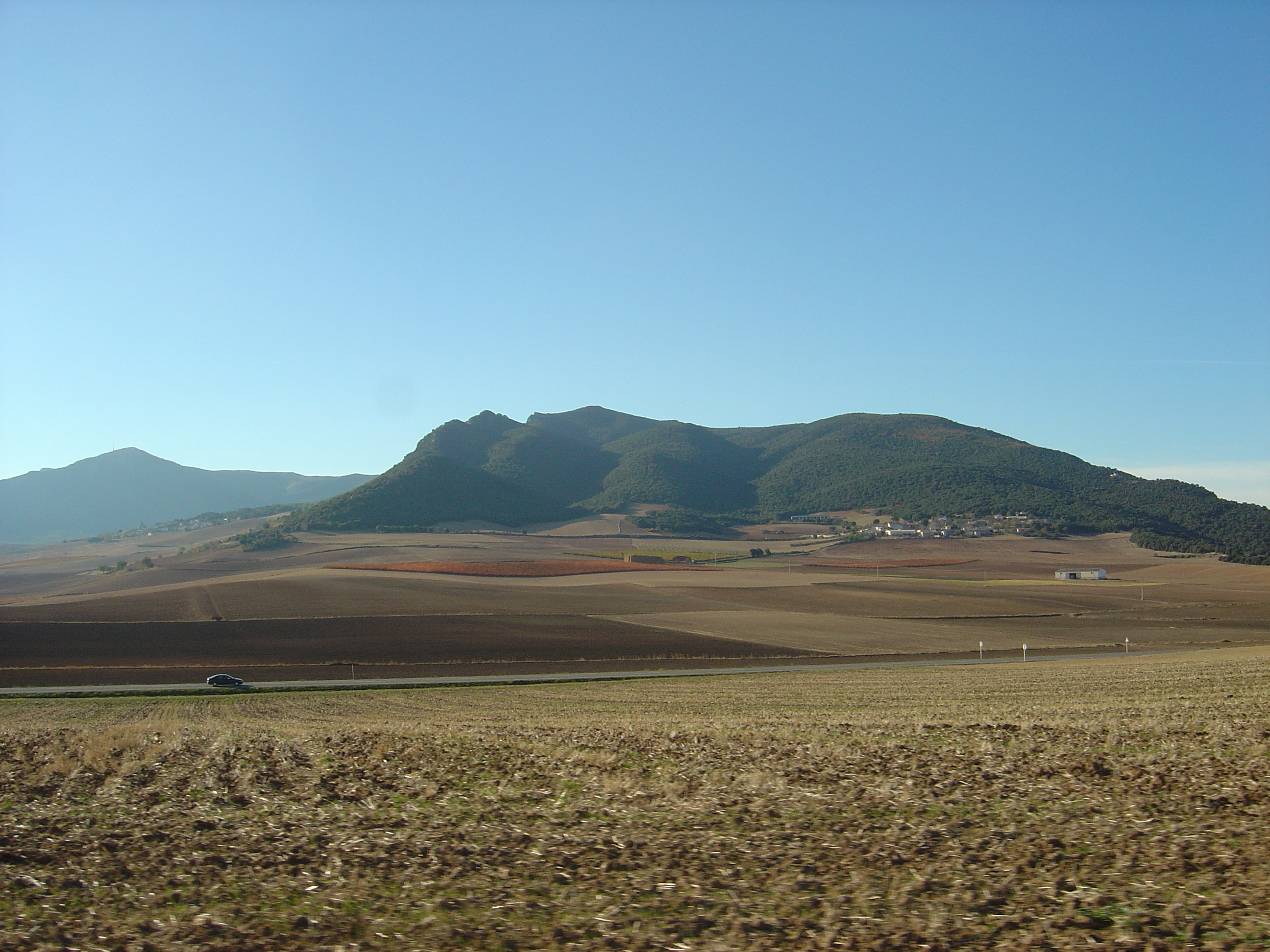
Campo de la batalla de Mendaza. Visto desde el este, desde Mendaza. Asarta enfrente. En el extremo izquierdo de la montaña de Asarta se encuentra Desiñana. Nazar al fondo a la izquierda y detrás la sierra de Codés. Tras la concentración parcelaria han desaparecido las cercas de piedra que rodeaban las numerosas parcelas que componían el valle.

Zumalacárregui desplegó antes del amanecer sus fuerzas en el valle de La Berrueza entre Mendaza y Asarta orientándolas hacia el sur, con el flanco izquierdo en Mendaza y el derecho en Asarta. En el hondón del valle se encontraba su centro. Este hondón y gran parte de las laderas se componían de pequeñas piezas de tierra cultivadas, todas ellas rodeadas por muros de lajas de piedra apilada. Su cuartel lo montó en el despoblado de Desiñana.

Las tropas cristinas al mando del general Luis Fernández de Córdoba estaban acuarteladas fuera del valle, al sur, en la población de Los Arcos.

Zumalacárregui tenía previsto desarrollar la batalla según el clásico modelo de Aníbal en Cannas: aceptaría el encuentro en su centro que de forma escalonada comenzaría a retirarse en dirección norte, haciendo que el enemigo avanzase por el hondón del valle, metiéndose por la boca de una "U". Llegada esta situación, los flancos, especialmente reforzado el izquierdo por las fuerzas complementarias que había ocultado durante la noche en el bosque de encinas de la montaña de Dos Hermanas (en el primer plano del dibujo) que se levanta tras Mendaza, se lanzarían desde los flancos y cuesta abajo sobre los cristinos.

Era mediodía, por lo tanto ya muy tarde, cuando el general cristino, muy poco dotado para el mando que ejercía, llegó con sus tropas al valle y al ver la formación del grueso de las tropas carlistas en el hondón de este, estaba dispuesto a caer en la trampa al ordenar a Marcelino Oráa, jefe de su vanguardia, que marchase sobre el centro. Pero Oráa era un buen militar, con mucha experiencia que se remontaba a los tiempos en los que estuvo a las órdenes de Espoz y Mina durante la Guerra de la Independencia Española. Además era navarro y conocía muy bien el valle así como la astucia de Zumalacárregui.

Por ello desoyó a su jefe y marchó con su tropa hacia Mendaza, atacando el flanco izquierdo carlista. Ante este no previsto movimiento, Zumalacárregui hizo girar su tropa desplegada en el centro en dirección a Mendaza, para apoyar al amenazado flanco izquierdo. La tropa carlista tenía muy poca experiencia en maniobras y se desbarató al realizarla; por otro lado, ahora estaba desplegada de sur a norte, fuera de la protección de los muros de piedra y a tiro de la artillería cristina montada al Sur a la entrada del valle.

Los carlistas iniciaron pronto la desbandada, abandonando el campo a los cristinos, refugiándose en las laderas de los montes que encierran el valle, pasando al valle del río Ega, dando por perdida la batalla.

## Testimonios
El inglés Henningsen, el francés Sabatier y los españoles Zaratiegui, los dos hermanos Fernández de Córdoba y Oráa, participantes todos ellos en la batalla, dejaron testimonio escrito de su desarrollo.

## Localización geográfica
En Google Earth se localiza el centro del campo de batalla con 42° 38'10.56 N - 2° 14'54.77 S